# Beatrice Wellington
Beatrice Wellington (česky: Beatrice Wellingtonová) (15. června 1907 – 1971) byla Kanaďanka, která v době od Mnichovské dohody (29. září 1938) do konce července 1939 v pomnichovském Československu a v raných fázích Protektorátu Čechy a Morava spolupracovala s kanceláří Doreen Warrinerové.  Wellingtonová poskytla díky svým kontaktům celé řadě uprchlíků v nebezpečí účinnou pomoc s evakuací a také dohlížela na tzv. Kindertransporty. Jako Kanaďanka byla jistým způsobem nezávislá na britském vyslanectví a britské úředníky častovala kritikou za jejich pomalost ve výkonu jejich povolání. Tato vysoce inteligentní dáma vahou vlastní osobnosti vytvářela tlak na gestapo a snažila se o maximální urychlení vydávání víz. Často navštěvovala a úspěšně jednala přímo s kriminálním radou gestapa Karlem von Bömelburgem (německy: Kriminalrat Karl von Bömelburg nebo jen Karl Bömelburg),  který nebyl horlivý nacista a evakuačním snahám přímo nebránil. Poté, co Doreen Warrinerová musela opustit Prahu (v dubnu roku 1939) a odcestovat do Anglie, Beatrice Wellingtonová ji stále telegraficky informovala o tom, co se v Praze děje. Wellingtonová jako jediná (z osob, které pomáhaly s organizací záchranných transportů) byla zatčena gestapem, vyslýchána, propuštěna, ale nakonec z Prahy odcestovala do Anglie až na konci července roku 1939 poté, co zajistila víza pro své poslední svěřence.
Vy ve Vancouveru musíte být hrdí na slečnu Wellingtonovou. Po celé naší malé zemi je známá jako „Bea“ ... Od Mnichova až do samotné války byla jedinou osobou, která dokázala poskytnout uprchlíkům v nebezpečí účinnou pomoc. Čeští demokraté, političtí vůdcové, Židé, katolíci a socialisté dnes žehnají jejímu jménu v desítkách zemí.
Slova vděčnosti Franka Munka: Žida, kterého Beatrice Wellingtonová spolu s jeho rodinou zachránila před jistou smrtí,